# Ferdinand Heine junior

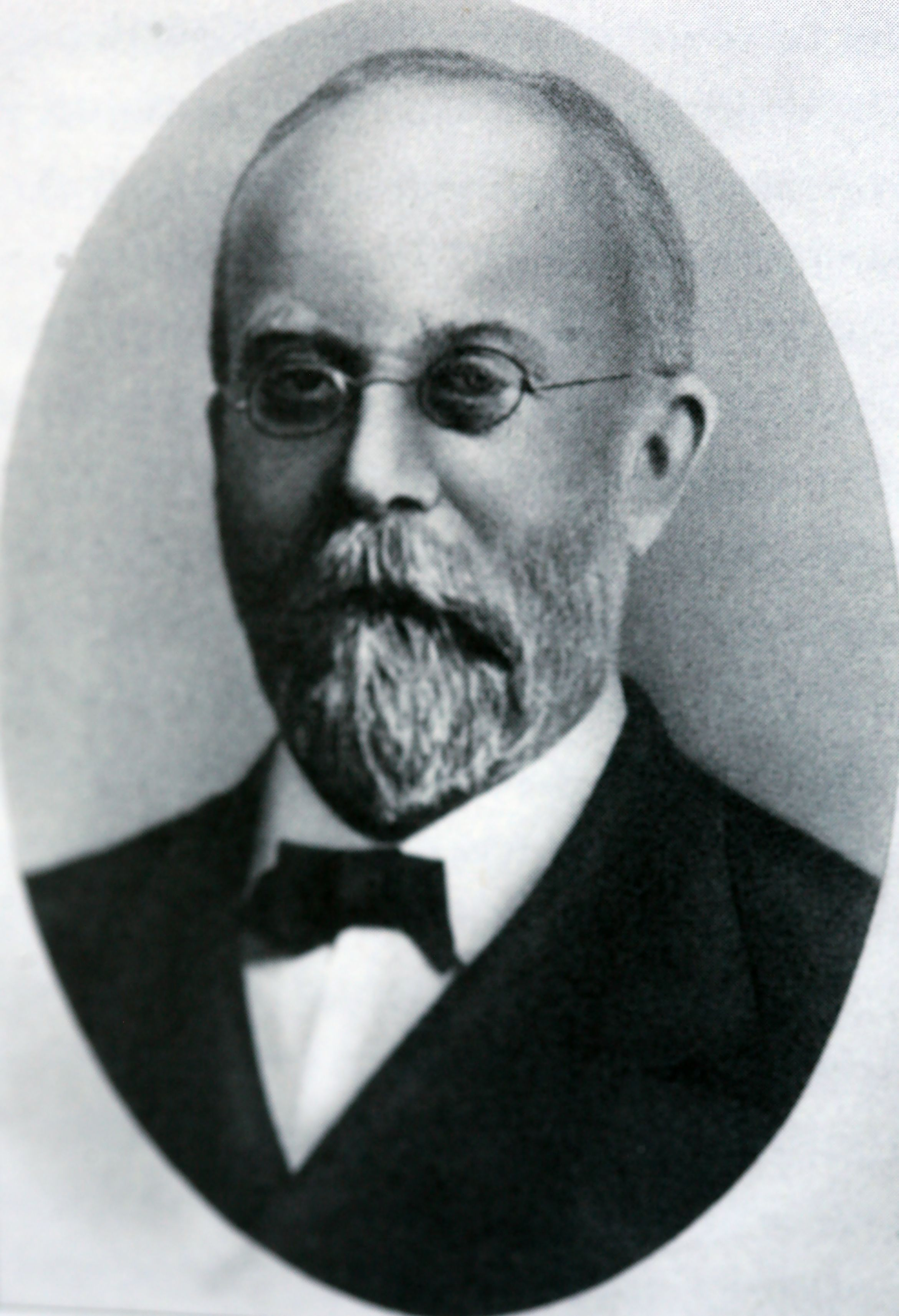
Ferdinand Heine junior (1840–1920)

Ferdinand Heine (* 9. Oktober 1840 in Halberstadt; † 12. Februar 1920 in Hadmersleben) war ein deutscher Beamter, Pflanzenzüchter und Ornithologe.

## Leben
Ferdinand Heine jun. wurde am 9. Oktober 1840 als erstes von acht Kindern des Vogelsammlers und Klostergutsbesitzers Ferdinand Heine senior geboren. Er wuchs auf dem Familiengut St. Burchardt (Burchardikloster) bei Halberstadt auf und besuchte das Domgymnasium, an dem er ein sehr gutes Abitur machte. Außerdem sprach er sehr gut englisch, weil die Familie regelmäßig von englischen Verwandten, durch eine Tante angeheiratet, besucht wurde.
Nebenbei kam er durch seinen Vater schon als Kind mit der Ornithologie in Berührung und machte Bekanntschaft mit Jean Louis Cabanis. Er arbeitete mit ihm am 2. bis 4. Teil des umfangreichen Verzeichnisses der Heineschen Sammlung (1859–63). Zudem veröffentlichte er in diesem Zeitraum bereits seine ersten Abhandlungen im „Journal für Ornithologie“.
Logische Folge seiner Interessen war die Aufnahme eines naturwissenschaftlichen Studiums mit Schwerpunkt Zoologie 1858 an der Universität Heidelberg. Schon 1862 wurde er in die Deutsche Ornithologen-Gesellschaft (DO-G) aufgenommen. Er ist Autor wissenschaftlicher Vogelnamen, meist als „Cabanis et Heine“.
Möglicherweise wegen schwieriger wirtschaftlicher Lage des Klostergutes brach er 1864 das Studium ab. Trotzdem war sein Fachwissen enorm. Heine jun. trat 1863 in das Preußische Heer ein und nahm 1866 am Deutschen Krieg teil, insbesondere an der Schlacht bei Königgrätz. Er hatte großes Interesse an Saatzucht und der Intensivierung der Landwirtschaft. Deshalb nahm er danach eine landwirtschaftliche Ausbildung in Ahlsdorf bei Mansfeld und Hoym bei Aschersleben auf. Er heiratete 1869 Elisabeth Rimpau, Tochter des angesehenen Landrates und Landwirtes Wilhelm Rimpau, der erfolgreich Saatzucht betrieb. Nach dem Tod des Vaters übernahm der 1869 die Bewirtschaftung des Klostergutes Sankt Burchardi in Halberstadt, gleichzeitig pachtete er das Rittergut Emersleben von seinem Schwiegervater. Dort unternahm er die ersten Saatzuchtversuche.
Während seiner Teilnahme am Deutsch-Französischen Krieg 1870/71 bei den Ulanen in Berlin wird in Halberstadt die erste Tochter geboren. Das Ehepaar Heine bekommt insgesamt vier Kinder, jedoch stirbt die 2. Tochter bereits mit drei Jahren.
Seit 1879 züchtete Heine jun.  Zuckerrüben und führte bald eine moderne Rechnungsführung ein.
1885 erfolgte der Ankauf der Güter des säkularisierten Klosters Hadmersleben, wo er seine letzte Lebensjahre verbrachte und etwa für eine bauliche Erweiterung und Restaurierung der Klosteranlagen durch den Berliner Architekten Hans Grisebach sorgte. 1889 erfolgte der Umzug mitsamt vieler Angestellter.
Heine war als Züchter neuer Zuckerrüben- und Getreidesorten sehr erfolgreich. Er erhielt mehrere Auszeichnungen der Deutschen Landwirtschafts-Gesellschaft und gewann bei den Weltausstellungen 1894, 1900, 1904 und 1910 den „Grand Prix“, die wichtigste Auszeichnung.
Das Klostergut Hadmersleben war Mittelpunkt der Heineschen Saatzucht. Hier befanden sich die Laboratorien und Versuchsfelder. Weitere Güter mit Ländereien besaß er u. a. in Zilly, Wiedelah, Querfurt, Schraplau, Möllendorf, Alikendorf und Teuchern, die er durch Familienangehörige verwalten ließ. Im Laufe der Jahre prüfte Heine hunderte Getreide- und Kartoffelsorten und brachte 15 Originalsaaten in den Verkehr. Er nahm soziale Verantwortung gegenüber seinen Angestellten wahr, so gründete er eine betriebseigene Sparkasse und ließ Wohnungen bauen.
Auch übernahm Ferdinand Heine die Verwaltung des Gutes Mahndorf für sein Mündel Martha Löbbecke, spätere Frau von Wulffen und für seine verwaisten Verwandten Schrader, deren Mutter eine Heyne war, die Bewirtschaftung des Klostergutes Hedersleben bis zu deren Volljährigkeit.
Er war außerordentlich gebildet, las klassische griechische und römische Literatur sowie die Bibel im Original. Regelmäßige Reisen führten ihn in die wichtigsten europäischen Kulturstädte (Paris, London, Rom). Noch 1914 unternahm Heine jun. eine große Reise in die Schweiz, nach Italien, Frankreich und Korsika, bei der er u. a. Flora und Fauna studierte.
Zeitlebens beschäftigte Heine sich mit der Ornithologie, hielt die freundschaftliche Beziehung zu Cabanis aufrecht und sicherte die Heinesche Sammlung. Er nahm an den Jahrestagungen der DO-G teil und bezog „The Ibis“, die wichtigste ornithologische Zeitschrift, direkt aus London. Er fungierte 1890 als Mitherausgeber des sog. Nomenclators seines Vaters (vollständiger Katalog der Heineschen Vogelsammlung). Durch Initiative der Stadt Halberstadt wurde 1907 mit Heine ein Vertrag geschlossen, der 1909 zur Eröffnung der Ausstellung des Museums Heineanum am Domplatz führte.
Der Tod seines einzigen Sohnes Dr. jur. Ferdinand Heine (III) 1915 im Krieg an der Ostfront traf ihn schwer. Zudem waren seine letzten Lebensjahre überschattet von körperlichen Leiden.
Die Sammlung verkaufte er an seinen Bruder Ernst, da er keine männlichen Nachkommen mehr hatte.
Nach seinem Tod wurde Heine neben seinem Sohn Ferdinand an der Kirchhofmauer des Parks im Kloster Hadmersleben beigesetzt.

## Publikationen (Auswahl)
- Jean Louis Cabanis, Ferdinand Heine junior: Museum Heineanum Verzeichniss der ornithologischen Sammlung des Oberamtmann Ferdinand Heine auf Gut St. Burchard vor Halberstadt. Mit kritischen Anmerkungen und Beschreibung der neuen Arten systematisch bearbeitet von Jean Cabanis, erstem Custos der Königlichen zoologischen Sammlung zu Berlin und Ferdinand Heine, Stud. philos. Band 2. R. Frantz, Halberstadt (biodiversitylibrary.org – 1859–1860).
- Jean Louis Cabanis, Ferdinand Heine junior: Museum Heineanum Verzeichniss der ornithologischen Sammlung des Oberamtmann Ferdinand Heine auf Gut St. Burchard vor Halberstadt. Mit kritischen Anmerkungen und Beschreibung der neuen Arten systematisch bearbeitet von Jean Cabanis, erstem Custos der Königlichen zoologischen Sammlung zu Berlin und Ferdinand Heine, Stud. philos. Band 3. R. Frantz, Halberstadt 1860 (biodiversitylibrary.org).
- Jean Louis Cabanis, Ferdinand Heine junior: Museum Heineanum Verzeichniss der ornithologischen Sammlung des Oberamtmann Ferdinand Heine auf Gut St. Burchard vor Halberstadt. Mit kritischen Anmerkungen und Beschreibung der neuen Arten systematisch bearbeitet von Jean Cabanis, erstem Custos der Königlichen zoologischen Sammlung zu Berlin und Ferdinand Heine, Stud. philos. Band 4, Nr. 1. R. Frantz, Halberstadt (biodiversitylibrary.org – 1862-1863).
- Jean Louis Cabanis, Ferdinand Heine junior: Museum Heineanum Verzeichniss der ornithologischen Sammlung des Oberamtmann Ferdinand Heine auf Gut St. Burchard vor Halberstadt. Mit kritischen Anmerkungen und Beschreibung der neuen Arten systematisch bearbeitet von Jean Cabanis, erstem Custos der Königlichen zoologischen Sammlung zu Berlin und Ferdinand Heine, Stud. philos. Band 4, Nr. 2. R. Frantz, Halberstadt 1863 (biodiversitylibrary.org).
- Ferdinand Heine junior: Trochilidica. In: Journal für Ornithologie. Band 11, Nr. 63, 1863, S. 173–216 (biodiversitylibrary.org).
- Ferdinand Heine junior, Anton Reichenow: Nomenclator Musei Heineani Ornithologici; Verzeichniss der Vogel-Sammlung des Kgl. Oberamtmanns Ferdinand Heine. R. Friedländer & Sohn, Berlin (biodiversitylibrary.org – 1882-1890).